# Старомухаметово
Старомухаме́тово (баш. Иҫке Мөхәмәт) — деревня в Кигинском районе Башкортостана, входит в состав Ибраевского сельсовета.

## Население
| 2002 | 2009 | 2010 |
| ---- | ---- | ---- |
| 497  | ↘472 | ↘460 |

Национальный состав
Согласно переписи 2002 года, преобладающая национальность — башкиры (97 %).

## Географическое положение
Находится на правом берегу реки Ай.
Расстояние до:
- районного центра (Верхние Киги): 22 км,
- центра сельсовета (Ибраево): 8 км,
- ближайшей ж/д станции (Сулея): 65 км.

## Религия
В деревне есть мечеть.

## Известные уроженцы
- Загитов, Раус Хабирович (род. 19 ноября 1948) — актёр Башкирского Академического театра драмы им. М. Гафури, Заслуженный артист Башкирской АССР (1984), Народный артист Башкирской АССР (1989), Заслуженный артист РФ (1998)[5][6].